# ژانگ هایپنگ
ژانگ هایپنگ (انگلیسی: Zhang Haipeng؛ ۱۸۶۷ – ۱۹۴۹) پرسنل نظامی اهل دودمان چینگ بود.